# Organic Syntheses
Organic Syntheses (nach ISO 4 abgekürzt als Org. Synth. bzw. Org. Synth. Coll. Vol.) ist eine wissenschaftliche Zeitschrift aus den USA, die sich seit 1921 mit einer jährlichen Sammlung von detaillierten und überprüften Verfahren für die Synthese von organischen Verbindungen an Chemiker wendet. Die Zeitschrift hat einen guten Ruf, weil jede Herstellvorschrift von einer Gruppe unabhängiger Chemiker im kg-Maßstab überprüft wird.

## Geschichte
Organic Syntheses begann seine Geschichte April 1917, als nach dem Eintritt der USA in den Ersten Weltkrieg Chemikalienlieferungen aus Europa nicht mehr möglich waren. Als Reaktion hierauf gründete die University of Illinois Sommerarbeitskreise, in denen Studenten an der Optimierung von Synthesemethoden für Spezialchemikalien im 100-g- bis 1-kg-Maßstab arbeiteten.
Ein Beispiel für dringend benötigten Chemikalien im Zweiten Weltkrieg waren Farbstoffe für die Sensibilisierung von fotografischen Filmen. Aus dessen Arbeitskreis ging nach 1950 die Forschungsabteilung für organische Chemie von Eastman Kodak hervor.

## Publikation
Die synthetischen Verfahren der Sommerarbeitskreise wurden zwischen 1919 und 1921 als Broschüren und ab 1921 als Zeitschrift mit dem Titel Organic Syntheses veröffentlicht. In der Folgezeit fanden auch Vorschriften aus Industrielabors und von anderen Universitäten Zugang.
Die Ausgaben von Organic Syntheses erscheinen als Jahresbände („Annual Volume“, derzeit 85 Bände) und werden in größeren Zeitabständen in Sammelbänden („Collective Volume“, derzeit 10 Bände) zusammengefasst. Die Sammelbände enthalten abweichend von den Jahresbänden eventuell notwendige redaktionelle Ergänzungen zu den Verfahrensbeschreibungen.
Mitglieder der American Chemical Society und der Fachgruppe Organic Syntheses erhalten jährlich ein persönliches Exemplar des aktuellen Jahresbandes.
1998 beschloss der Verwaltungsrat, alle bisherigen und aktuellen Ausgaben von Organic Syntheses frei im Internet zu veröffentlichen.

## Validierung
Eine große Stärke der Arbeitsvorschriften in Organic Syntheses ist es, dass sie vor ihrer Publikation von einem unabhängigen Gutachter experimentell im gleichen Maßstab überprüft worden sein mussten. Dies führte aber zugleich zu einer kleinen Schwäche von Organic Syntheses, dass viele Vorschriften relativ speziell erscheinen. Jedoch kann man dort Synthesevorschriften für viele Standardpräparate der organischen Chemie finden.